# مركزية ألفا
في نظرية المخططات وتحليل الشبكات الاجتماعية، تُعد مركزية ألفا مقياسًا لـمركزية العقد (نقاط الالتقاء) في الرسم البياني. وهي تعديلٌ لمركزية المتجه الذاتي بالإضافة إلى أن العقد تكتسب أهمية من المصادر الخارجية.

## التعريف
بالنظر إلى رسم بياني يحتوي على مصفوفة تجاور {\displaystyle A_{i,j}} تُعرف مركزية ألفا كالآتي:
{\displaystyle x=(I-\alpha A^{T})^{-1}e\,}
حيث تكون {\displaystyle e_{j}} هي الأهمية الخارجية المعطاة للعقدة {\displaystyle j}، وتكون {\displaystyle \alpha } معيارًا.

## الدافع
لفهم مركزية ألفا، يجب فهم مركزية المتجه الذاتي أولاً. ويُعد إعطاء كل عقدة مقدارًا إيجابيًا عشوائيًا ابتدائيًا من التأثير عمليةً بديهيةً لحساب مركزية المتجه الذاتي. ومن ثم تقسم كل عقدة تأثيرها بالتساوي بين العقد المجاورة الخارجية، مُستقبلةً تأثيرًا من العقد المجاورة الداخلية من نفس النوع. وتتكرر هذه العملية حتى تعطي كل عقدة بقدر ما تأخذ ويصل النظام إلى حالة من الثبات. ويكون مقدار التأثير الذي تتمتع به العقد في حالة الثبات هو مركزية المتجه الذاتي لديها. وحسابيًا، تُسمى هذه العملية الطريقة الأسية. ونحن نعلم أن هذه العملية تتقارب عندما يتغير متجه التأثير فقط بسبب قيمة ثابتة كالآتي.
{\displaystyle x_{i}={\frac {1}{\lambda }}A_{i,j}^{T}x_{j}}
حيث تكون {\displaystyle x_{i}} هي مقدار التأثير الذي تحمله العقدة {\displaystyle i}، وتكون {\displaystyle A_{i,j}} هي مصفوفة التجاور ويصادف أن تكون {\displaystyle \lambda } هي القيمة الذاتية الرئيسية (بالرغم من أنها ليست على درجة كبيرة من الأهمية هنا).
تُعزز مركزية ألفا هذه العملية عن طريق السماح للعقد بأن يكون لها مصادر خارجية للتأثير. ويتم ترميز مقدار التأثير الذي تستقبله العقدة {\displaystyle i} في كل جولة في {\displaystyle e_{i}}. ولا بد أن تتوقف العملية الموضحة أعلاه عندما
{\displaystyle x_{i}=\alpha A_{i,j}^{T}x_{j}+e_{i}\,}
حيث تكون {\displaystyle \alpha } هي القيمة الثابتة التي تستبدل أهمية التأثير الخارجي في مقابل أهمية الاتصال. وعندما تكون {\displaystyle \alpha =0} لا يهم سوى التأثير الخارجي فقط. وعندما تكون {\displaystyle \alpha } كبيرة جدًا، لا يهم سوى الاتصال فقط، أي أننا نخفض القيمة إلى حالة مركزية المتجه الذاتي.
بدلاً من إجراء التكرار المبين أعلاه، نستطيع حل هذا النظام لـ {\displaystyle x} للحصول على المعادلة التالية:
{\displaystyle x=(I-\alpha A^{T})^{-1}e\,}

## التطبيقات
يتم تنفيذ مركزية ألفا في مكتبة الرسم البياني لتحليل الشبكة ووضع تصور لها.